# Mutual exclusiv
În logică, două sau mai multe afirmații sau posibilități sunt mutual exclusive dacă nu pot fi concomitent adevărate sau aplicate. Un alt termen este disjunct.